# Katastrofa lotnicza w Bufarik
Katastrofa lotnicza w Bufariku – katastrofa lotnicza samolotu Iljuszyn Ił-76 Algierskich Sił Powietrznych, do której doszło w mieście Bufarik 11 kwietnia 2018 roku. W wyniku katastrofy zginęło 257 osób (247 pasażerów i 10 członków załogi) – wszyscy na pokładzie. Wypadek był największą katastrofą lotniczą w historii Algierii oraz drugą najtragiczniejszą katastrofą z udziałem Iła-76.
Ił-76, który uległ katastrofie, został wyprodukowany w 1994 roku. Feralnego dnia maszyna wykonywała lot do Baszszaru, a na jej pokładzie znajdowali się żołnierze algierskiej Narodowej Armii Ludowej oraz 26 członków Frontu Polisario – polityczno-wojskowej organizacji niepodległościowej, działającej w Saharze Zachodniej.
Do zdarzenia doszło krótko po starcie z lotniska w Bufariku. Według świadków samolot zapalił się w powietrzu, po czym runął na ziemię. Samolot rozbił się w sadzie oliwnym, kilkaset metrów od lotniska.